# 東京ディズニーランド ディズニー・ハロウィーン2006
『東京ディズニーランド ディズニー・ハロウィーン2006』（Tokyo Disneyland Disney's Halloween 2006）は、2006年9月12日〜10月31日にかけて東京ディズニーランドで行われたスペシャルイベント『ディズニー・ハロウィーン』のショーとパレードの音源を収録したアルバムである。

## 解説
- 収録している曲は、「ディズニー・ハロウィーン・パレード "スクリーム&シャウト"」というパレードと、「クーキースプーキー・ハロウィーンナイト」というショーの音源。
- パレードの曲は、昨年のCDである『東京ディズニーランド ディズニー・ハロウィーン2005』と異なり、パレードモードとショーモードを1トラックにまとめている。
- 「クーキースプーキー・ハロウィーンナイト」のトラックでは、ディズニーキャラクターの台詞は収録されているが、それ以外のMCなどの声は収録されていない（パークで実際に行われるショーも、MCの声は録音ではなく生声である）。
- ボーナストラックとして、「クーキースプーキー・ハロウィーンナイト」で登場するヴィランスフロートにて流される音源が収録されている（全編ではなく、2分少々のみ）。

## 収録曲
1. 2006 ディズニー・ハロウィーン・パレード スクリーム&シャウト
  - アー・ユー・レディ・フォー・ハロウィーン　Are You Ready For Halloween
  - スクリーム&シャウト　Scream & Shout!!!
2. 2006 クーキー・スプーキー・ハロウィーン・ナイト
  - クーキー・スプーキー・ハロウィーン　Kooky Spooky Halloween
  - グリム・グリニング・ゴースト　Grim Grinning Ghosts
  - ディズニー・ハロウィーン・パレード　Disney's Halloween Parade
  - アワ・フェイバリット・ナイト・オブ・ザ・イヤー　Our Favorite Night Of The Year
  - マレフィセントのテーマ　Maleficent's Theme
  - 禿山の一夜　A Night on the bare Mountain
  - ハロウィーンタウンへようこそ　This is Halloween
3. クーキー・スプーキー・ハロウィーン (ヴィランス・ミックス)
  - クーキー・スプーキー・ハロウィーン　Kooky Spooky Halloween